# Wilfried Hartmann (Historiker)

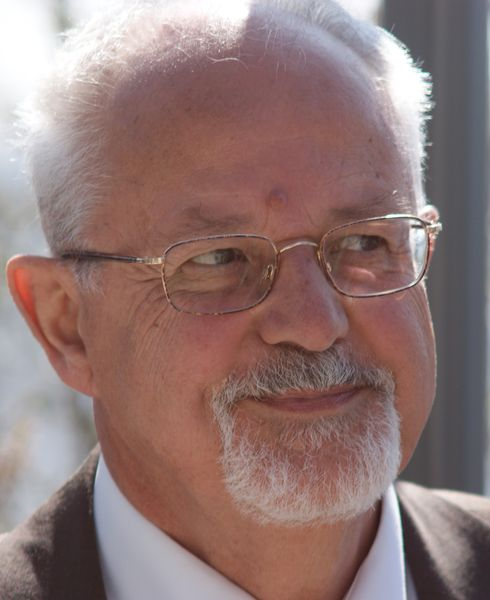
Wilfried Hartmann, aufgenommen von Werner Maleczek im Jahr 2012.

Wilfried Hartmann (* 26. Juli 1942 in Stuttgart) ist ein deutscher Mittelalterhistoriker. Seine Arbeiten machten ihn zu einem Spezialisten der Karolingerzeit mit Schwerpunkt der Konzilgesetzgebung.

## Leben und Wirken
Wilfried Hartmann studierte von 1961 bis 1967 die Fächer Geschichte, Germanistik und Politikwissenschaft an den Universitäten Tübingen und Göttingen. 1967 legte er das Staatsexamen ab. Zwei Jahre später wurde er in Tübingen bei Horst Fuhrmann mit einer Arbeit über Manegold von Lautenbach promoviert. Hartmann war von 1971 bis 1989 Mitarbeiter der Monumenta Germaniae Historica (MGH) in München. 1976 erfolgte mit der Arbeit Das Konzil von Worms 868. Überlieferung und Bedeutung seine Habilitation in Salzburg. 1989 lehrte Hartmann als Professor für mittelalterliche Geschichte an der Universität Mannheim. Von 1991 bis 1994 hatte er den Lehrstuhl für Geschichte an der Universität Regensburg inne. Seit 1993 ist er ordentliches Mitglied der Zentraldirektion der MGH. Von 1994 bis zu seiner Pensionierung 2008 lehrte er als Professor an der Universität Tübingen. Sein Nachfolger auf dem Lehrstuhl in Tübingen wurde Steffen Patzold. Im Kollegjahr 2004/2005 war Hartmann Forschungsstipendiat im Historischen Kolleg München. Für seine Edition der Konzilien der karolingischen Königreiche III–V (843–911) wurde er 2019 mit der Freiherr vom Stein-Medaille der MGH geehrt.
Seine Forschungsschwerpunkte sind die Geschichte der Karolingerzeit, die Bildungsgeschichte des 11. und 12. Jahrhunderts, die Geschichte des kirchlichen und weltlichen Rechts, die Historiographie des hohen und späten Mittelalters. Hartmann leistete mit seinen Arbeiten über die Konzilien im 9. Jahrhundert Grundlagenforschung. Zugleich begründeten sie seinen Ruf als ausgewiesener Kenner der Karolingerzeit, des Kirchenrechts und der handschriftlichen frühmittelalterlichen Überlieferung. Bereits seine 1977 erschienene Dissertation befasste sich mit dem Wormser Konzil von 868. Hartmann veröffentlichte 1984 eine 635 Seiten umfassende Edition der karolingerzeitlichen Konzilien von 843 bis 859 vor. Die Bände 4 und 5 der MGH Concilia-Edition wurden von ihm alleine oder zu großen Teilen bearbeitet. Er legte Forschungen zu den Diözesansynoden (1979) vor und veröffentlichte eine Geschichte der Synoden der Karolingerzeit im Frankenreich und in Italien (721–911) (1989), in der er 220 Konzilien behandelte. Mit 220 Synoden übertrifft die Karolingerzeit die Zeit der Merowinger um mehr als das dreieinhalbfache (62 Synoden) und die nachfolgenden eineinhalb Jahrhunderte um mehr als das Doppelte (100 Synoden). Für die Enzyklopädie deutscher Geschichte veröffentlichte er 1993 eine Darstellung zum Investiturstreit. Er legte 2012 einen Band der Konzilstexte aus der karolingischen Epoche (875–911) vor. Von den sechzig edierten Synoden hatte Hartmann den Hauptanteil der Bearbeitung, während 15 westfränkische Versammlungen von Isolde Schröder und die bedeutenden Synoden von Fismes und Trosly von Gerhard Schmitz bearbeitet wurden.
Er gab 2007 die Vorträge eines 2005 im Historischen Kolleg in München veranstalteten Kolloquiums zu Recht und Gericht in Kirche und Welt um 900 heraus. Er betonte in seinem einleitenden Beitrag, dass für den Bereich des Rechts von einer quellenarmen Zeit im 10. Jahrhundert nicht gesprochen werden könne, da eine große Zahl von Handschriften mit Rechtstexten aus der Zeit zwischen 850 und 950 erhalten sei.
Das Sendhandbuch Reginos von Prüm gab Hartmann in deutscher Übersetzung heraus. Im Vergleich zu der Edition von Hermann Wasserschleben aus dem Jahre 1840 hat Hartmann eine damals noch unbekannte Handschrift nachkollationiert. Die Bedeutung von Hartmanns Edition wird im präzisen Nachweis, aus welcher Vorlage Regino sein jeweiliges Kapitel entnommen hat, gesehen. Anlässlich der 1000. Wiederkehr der Bischofserhebung Burchards von Worms fand im Frühjahr 2000 eine Tagung statt. Die Beiträge der Tagung sind in einem von Hartmann herausgegebenen Sammelband im Dezember 2000 erschienen. Über den lange Zeit in der Forschung vernachlässigten karolingischen Herrscher Ludwig den Deutschen veröffentlichte er 2002 eine Biografie. Es war die erste umfassende Monografie über Ludwig den Deutschen seit Ernst Dümmlers Jahrbüchern der Deutschen Geschichte (2. Auflage 1887). Hartmanns Biografie war auch wesentlicher Anlass für eine im Oktober 2002 stattfindende Tagung in Lorsch. Unter Hartmanns Herausgeberschaft wurde der Tagungsband mit elf Beiträgen 2004 veröffentlicht. Seine jahrzehntelangen Forschungen zum Kirchenrecht um 900 legte er 2008 in einem Handbuch vor. Im Jahr 2010 folgte eine weitere Biografie über Karl den Großen. Dabei stellte sich Hartmann die Aufgabe, „diesen Mythos zu durchdringen, um über die tatsächliche Lebensleistung dieses fränkischen Königs und Kaisers zu berichten.“ Hartmann kommt zum Fazit, dass „Karl auf dem Gebiet der Reichsverwaltung, der Kirchen- und der Bildungspolitik und durch sein Kaisertum Traditionen geschaffen hat, die weit ins europäische Mittelalter hineinwirkten und bis tief in die Neuzeit Europa prägten.“ Mit seiner Ehefrau, der Mittelalterhistorikerin Martina Hartmann, veröffentlichte er 2014 ein Buch über Karl den Großen, in dem in elf Kapiteln die 101 wichtigsten Fragen zum Frankenherrscher und seiner Epoche beantwortet werden.

## Schriften
Monografien
- Karl der Große (= Kohlhammer-Urban-Taschenbücher. 643). Kohlhammer, Stuttgart 2010, ISBN 978-3-17-018068-0 (2. Auflage, ebenda 2015).
- Kirche und Kirchenrecht um 900. Die Bedeutung der spätkarolingischen Zeit für Tradition und Innovation im kirchlichen Recht (= Monumenta Germaniae Historica. Schriften. Bd. 58). Hahn, Hannover 2008, ISBN 978-3-7752-5758-9.
- Ludwig der Deutsche. Wissenschaftliche Buchgesellschaft, Darmstadt 2002, ISBN 3-534-14115-6.
- Der Investiturstreit (= Enzyklopädie deutscher Geschichte. Bd. 21). Oldenbourg, München 1993, ISBN 3-486-55766-1 (3., überarbeitete und erweiterte Auflage, ebenda 2007, ISBN 978-3-486-57841-6).
- Die Synoden der Karolingerzeit im Frankenreich und in Italien. Schöningh, Paderborn u. a. 1989, ISBN 3-506-74688-X.
- Das Konzil von Worms 868. Überlieferung und Bedeutung (= Abhandlungen der Akademie der Wissenschaften in Göttingen, Philologisch-Historische Klasse. Nr. 105). Vandenhoeck und Ruprecht, Göttingen 1977, ISBN 3-525-82384-3.

Herausgeberschaften
- Deutsche Geschichte in Quellen und Darstellung. Band 1: Frühes und hohes Mittelalter. 750–1250. Reclam, Ditzingen 2020, ISBN 978-3-15-017001-4; 1. Auflage: Reclam, Stuttgart 1995, ISBN 3-15-017001-X.
- mit Klaus Herbers: Die Faszination der Papstgeschichte. Neue Zugänge zum frühen und hohen Mittelalter (= Forschungen zur Kaiser- und Papstgeschichte des Mittelalters. Bd. 28). Böhlau, Köln u. a. 2008, ISBN 978-3-412-20220-0.
- Recht und Gericht in Kirche und Welt um 900 (= Schriften des Historischen Kollegs. Kolloquien, Bd. 69). Unter Mitarbeit von Annette Grabowsky. Oldenbourg, München 2007, ISBN 978-3-486-58147-8 (Digitalisat).
- Ludwig der Deutsche und seine Zeit. Wissenschaftliche Buchgesellschaft, Darmstadt 2004, ISBN 3-534-17308-2.
- mit Gerhard Schmitz: Fortschritt durch Fälschungen? Ursprung, Gestalt und Wirkungen der pseudoisidorischen Fälschungen. Beiträge zum gleichnamigen Symposium an der Universität Tübingen vom 27. und 28. Juli 2001 (= Monumenta Germaniae Historica. Studien und Texte. Bd. 31). Hahn, Hannover 2002, ISBN 3-7752-5731-4.
- Bischof Burchard von Worms. 1000–1025 (= Quellen und Abhandlungen zur mittelrheinischen Kirchengeschichte. Bd. 100). Bistumsarchiv Trier, Trier 2000, ISBN 3-929135-33-7.
- Mittelalter. Annäherungen an eine fremde Zeit (= Schriftenreihe der Universität Regensburg. NF Bd. 19). Universitätsverlag, Regensburg 1993, ISBN 3-9803470-0-1.

Quellenedition
- Regino von Prüm, Sendhandbuch (Libri duo de synodalibus causis) (= Collectiones Canonum. Band 1). Harrassowitz, Wiesbaden 2023. ISBN 978-3-447-11980-1